# Рэтклифф, Пол
Пол Рэтклифф (родился 12 ноября 1973 года в городе Солфорд, Великобритания) — британский спортсмен слалом каноист. Принимал участие в международных соревнованиях с начала 1990-х до середины 2000-х годов.

## Спортивные достижения
Пол Рэтклифф — участник двух летних Олимпийских игр. На Олимпийских играх в Сиднее в 2000 году он завоевал серебряную медаль в дисциплине К-1. На Олимпийских играх в Атланте в 1996 году был четырнадцатым.
Рэтклиф также завоевал три медали на чемпионатах мира по гребному слалому, организованных Международной федерацией каноэ, включая золотые медали (дисциплина К-1 команда: 1997) и две бронзовые медали (К-1: 1997, 1999).
Трижды подряд становился обладателем Кубка мира в дисциплине К-1 с 1998 по 2000 год. Был также двукратным чемпионом Европы.

## Выступление на Олимпийских играх
| Олимпиада    | Дисциплина                  | Место |
| ------------ | --------------------------- | ----- |
| Атланта 1996 | Слалом на байдарке-одиночке | 14    |
| Сидней 2000  | Слалом на байдарке-одиночке | 2     |